# Grande zone arabe de libre-échange

Diagramme des différents partenariats entre les pays de la Ligue arabe.

La Grande zone arabe de libre-échange,,, en abrégé GZALE (en anglais, Greater Arab Free Trade Area, GAFTA), est un pacte de la Ligue arabe en vigueur depuis le 1er janvier 2005. Il vise à créer une zone de libre-échange arabe et un marché de plus de 300 millions de personnes. 19 des 22 États membres de la Ligue arabe ont signé le pacte à Amman, en Jordanie, en 1997. Cet accord prévoyait une baisse progressive des tarifs douaniers (10 % par an) et l'élimination des barrières non tarifaires.

## Histoire

### Contexte
La GZALE est le prolongement de la politique menée par les pays arabes du Council of Arab Economic Unity (CUEA) créé le 3 juin 1957 et entré en vigueur le 30 mai 1964, avec le but de parvenir à achever l'union économique entre ses États membres.

### Histoire récente
En janvier 2009, la zone de libre-échange est opérationnelle,.

## Membres

### Membres actuels
- Algérie
- Arabie saoudite
- Bahreïn
- Comores
- Égypte
- Émirats arabes unis
- Irak
- Jordanie
- Koweït
- Liban
- Libye
- Maroc
- Oman
- Palestine
- Qatar
- Soudan
- Syrie
- Tunisie
- Yémen

### Possibles futurs membres
- Djibouti
- Mauritanie
- Somalie